# Церква Святої Трійці (Крушельниця)
Церква Святої Трійці (інша назва — церква Зіслання Святого Духа) — дерев'яна православна церква у селі Крушельниця Стрийського району Львівської області. Церква і дзвіниця мають статус пам'ятки архітектури національного значення, охоронний № 1414. Парафія церкви підпорядковується Дрогобицько-Самбірській єпархії Православної церкви України.

## Історія
Зведена у 1842 році на місці старішої церкви. Розташована у західній частині села, біля сільського цвинтаря, у присілку Монастирок або На Монастирі, який також мав назву Крушельниця-Шляхецька. Підпорядковувалася церкві Святого Миколи в тому ж селі.
За радянських часів церкву закрили, відновили богослужіння лише за незалежної України. Урочисте відкриття церкви відбулося 5 грудня 1992 року, коли Крушельницю відвідав митрополит УАПЦ Іоан (Боднарчук). Церкву ремонтували у 1990-х роках та в 2014 році.

## Опис
Належить до бойківського типу церков. Одноверха, тризрубна, спланована по осі схід—захід. Складається з трьох квадратних у плані об'ємів, з яких бабинець і вівтарна частина — менші, вкриті двосхилим дахом, а центральний об'єм більший. Верх центрального об'єму складається із четверика з заломом, який переходить у подвійний восьмерик із двома заломами, увінчаний наметом із маківкою на глухому ліхтарі. По периметру церква оперезана піддашшям, утвореним від оперті підстрішників і крокв-пропускниць на консолі випусків вінців зрубу.
На південь від церкви розташована невелика дерев'яна двоярусна дзвіниця, зведена у XIX ст. У плані прямокутна, з наметовим дахом над відкритою галереєю. Перший ярус — зрубної конструкції, другий — каркасної, відділені один від одного великим піддашшям.
Біля церкви стоїть невелика кам'яна капличка, зведена наприкінці XVIII ст.

## Парохи
- протоієрей Павло Кузьович (2010-ті)[8]

## Галерея

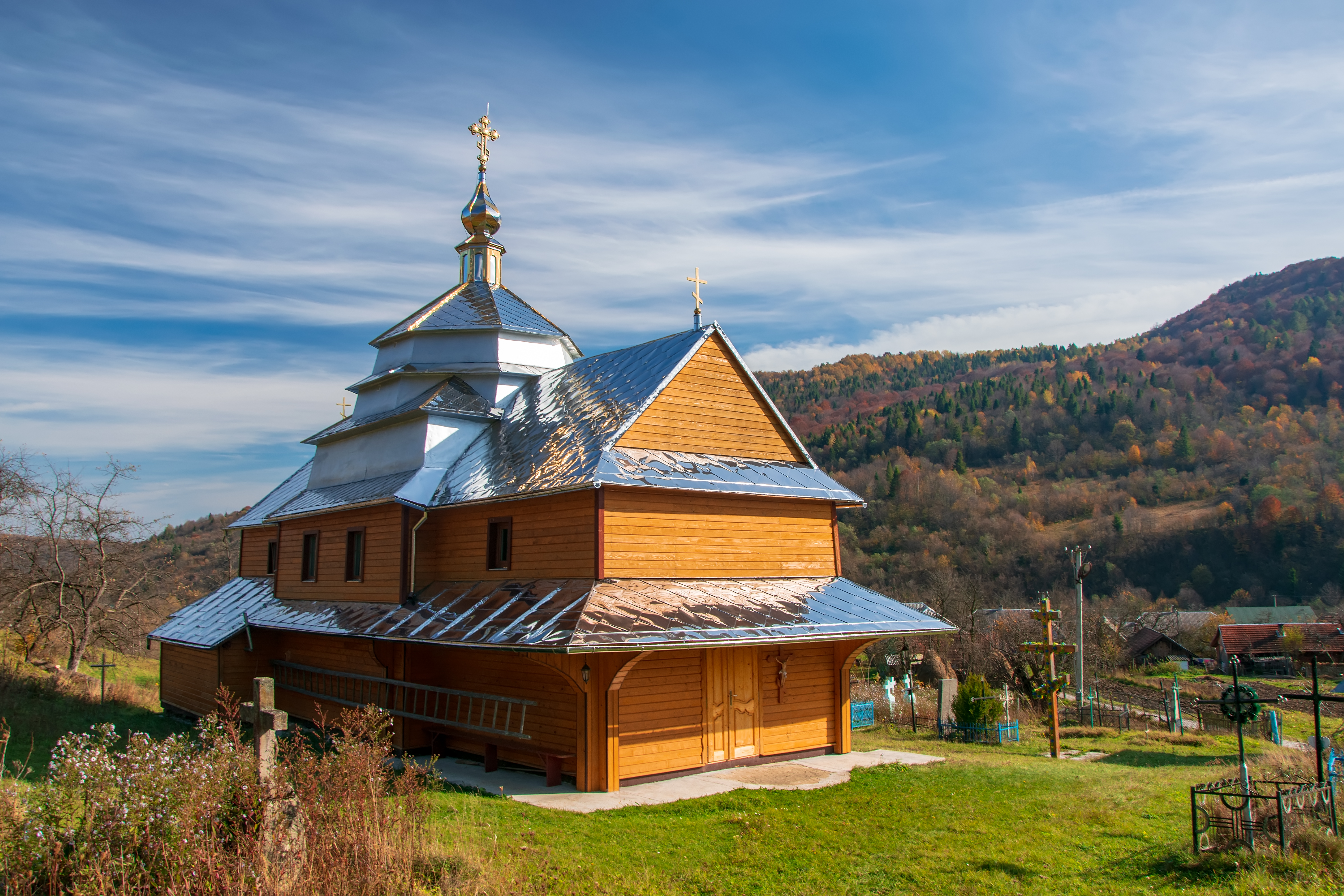
Вигляд з півночі
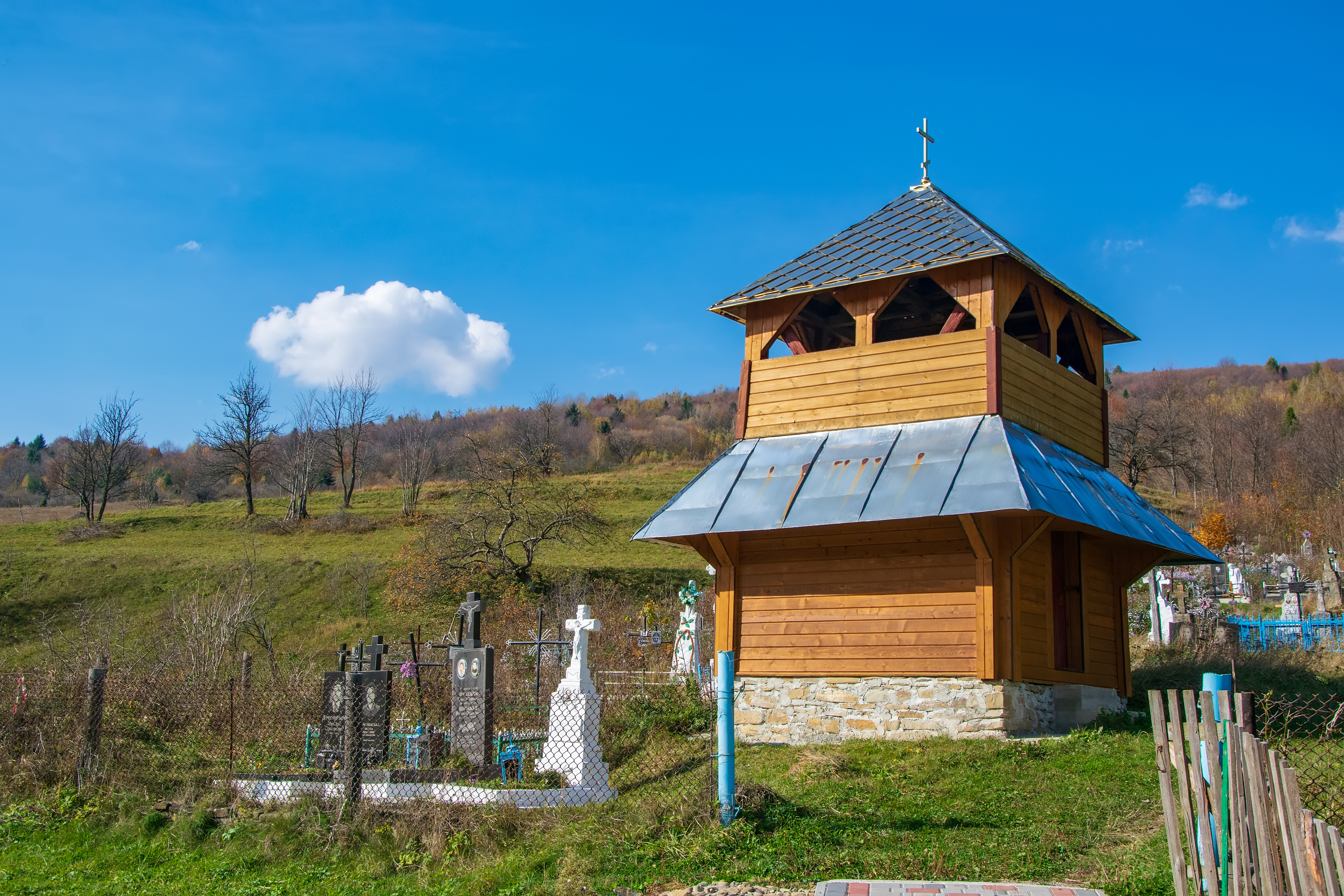
Дзвіниця